# Nodulator
Nodulátorji so po sestavi visokokakovostne kompleksne zlitine. Njihova osnovna naloga je vnos magnezija v sivo litino. 